# Hanumanthapura, Tiptur
Hanumanthapura là một làng thuộc tehsil Tiptur, huyện Tumkur, bang Karnataka, Ấn Độ.